# Aethiothemis bequaerti
Aethiothemis bequaerti é uma espécie de libelinha da família Libellulidae.
Pode ser encontrada nos seguintes países: Angola, Malawi, Nigéria, Zâmbia e possivelmente em Moçambique.
Os seus habitats naturais são: florestas subtropicais ou tropicais húmidas de baixa altitude, matagal árido tropical ou subtropical, pântanos, marismas de água doce e marismas intermitentes de água doce.